# Curnovec, Laško
Curnovec este o localitate din comuna Laško, Slovenia, cu o populație de 38 de locuitori.